# Институт космических исследований РАН

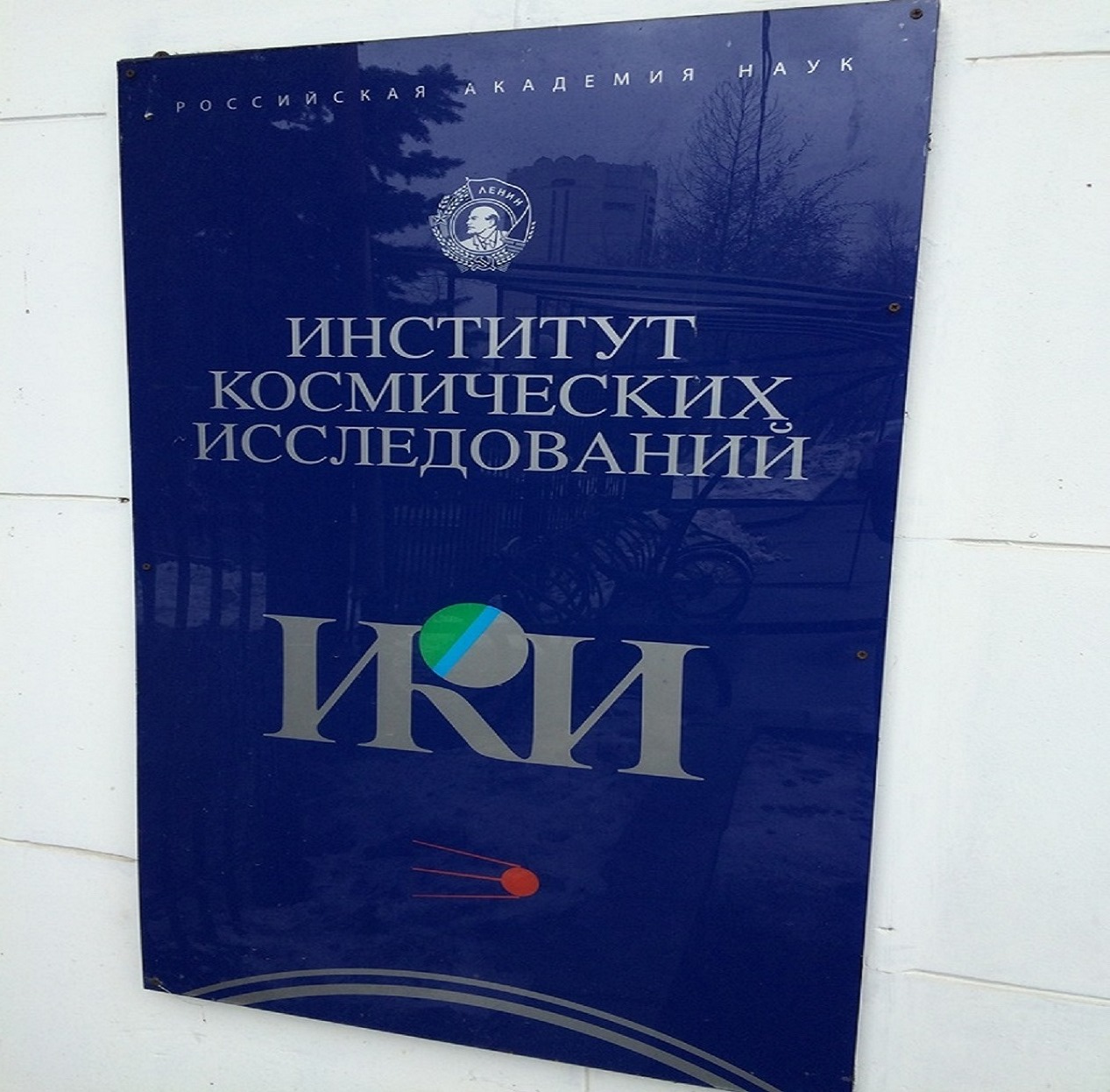
Табличка организации

Федеральное государственное бюджетное учреждение науки Институт космических исследований Российской академии наук (ИКИ РАН) — головной академический институт по исследованию и использованию космического пространства в интересах фундаментальных наук. ИКИ выполняет экспериментальные научные работы по таким направлениям космической физики, как астрофизика, физика планет и малых тел Солнечной системы, физика Солнца и солнечно-земных связей, космическая плазма и исследования в области нелинейной геофизики. ИКИ поручены также подготовка программ научных космических исследований, разработка и испытания комплексов научной аппаратуры по проектам, принятым Российской академией наук и государственной корпорацией по космической деятельности «Роскосмос».

## История
Основан 15 мая 1965 года декретом № 392—147 Совета Министров СССР как Институт космических исследований АН СССР по инициативе президента Академии наук СССР Мстислава Келдыша. В 1992 году переименован в Институт космических исследований РАН. Располагается в Москве, с подразделениями в г. Тарусе (Калужская обл.) и г. Евпатории (Крым).

### Директора института[5]
1. Георгий Петров (1965—1973)
2. Роальд Сагдеев (1973—1988)
3. Альберт Галеев (1988—2002)
4. Лев Зелёный (2002—2018)
5. Анатолий Петрукович (с 2018)

## Исследования
- Астрофизика высоких энергий
- Физика планет
- Космическая плазма
- Космическая погода
- Межпланетная среда и Солнечный ветер
- Науки о Земле
- Оптико-физические исследования

## Отделы института (научные подразделения)
- Космогеофизики
- Астрофизики высоких энергий Архивная копия от 27 августа 2010 на Wayback Machine
- Физики планет Архивная копия от 13 ноября 2014 на Wayback Machine
- Физики космической плазмы Архивная копия от 16 мая 2011 на Wayback Machine
- Исследования Земли из космоса Архивная копия от 8 апреля 2014 на Wayback Machine
- Технологий спутникового мониторинга Архивная копия от 27 августа 2011 на Wayback Machine
- Оптико-физических исследований Архивная копия от 16 мая 2011 на Wayback Machine
- Космической динамики и математической обработки информации
- Ядерной планетологии Архивная копия от 24 октября 2011 на Wayback Machine
- Наблюдательной и теоретической астрономии и радиоинтерферометрии
- Проектирования и экспериментальной отработки бортовой и специализированной аппаратуры и комплексов

## Текущие и ближайшие космические миссии и эксперименты
- Российский нейтронный детектор ХЕНД (HEND, High Energy Neutron Detector) для космического орбитального аппарата «Марс Одиссей» (НАСА). Запуск в 2001 году.
- Орбитальная рентгеновская и гамма-обсерватория «Интеграл» (ЕКА). Запуск в 2002 году.
- Автоматическая межпланетная станция «Марс-экспресс» (ЕКА). Запуск в 2003 году. Сотрудники ИКИ принимали участие в подготовке трех научных приборов станции:
  - картирующий спектрометр OMEGA;
  - планетный фурье-спектрометр PFS;
  - ультрафиолетовый и инфракрасный спектрометр SPICAM.
- Автоматическая межпланетная станция «Венера-экспресс». Запуск в 2005 году. Завершила работу в феврале 2015 года. Сотрудники ИКИ принимали участие в подготовке двух научных приборов станции (см. ниже) и являются соисследователями в трех других экспериментах:
  - ультрафиолетовый и инфракрасный спектрометр SPICAV/SOIR;
  - планетный фурье-спектрометр PFS (не функционирует с начала миссии).
- Эксперимент БТН-М № 1 («Бортовой телескоп нейтронов» на борту Российского сегмента Международной космической станции. Начало работы в 2007 году.
- Российский нейтронный детектор ЛЕНД (LEND, Lunar Exploration Neutron Detector) для космического орбитального аппарата Lunar Reconnaissance Orbiter (НАСА). Запуск в 2009 году.
- Плазменно-магнитный эксперимент «Плазма-Ф» на космическом аппарате «Спектр-Р» проекта «Радиоастрон» (головная организация — Астрокосмический центр Физического института им. П. Н. Лебедева РАН). Запуск в 2011 году.
- Российский нейтронный детектор ДАН (DAN, Dynamic Albedo of Neutrons) для проекта НАСА «Марсианская научная лаборатория» (марсоход «Кьюриосити»). Запуск в 2011 году.
- Российско-европейская (совместно с ЕКА) миссия «ЭкзоМарс» по исследованию Марса. ИКИ РАН — головная организация по научной программе проекта с российской стороны. Запуски аппаратов двух этапов миссии запланированы в 2016 (16 марта) и 2020 годах.
- «БепиКоломбо» — проект ЕКА и Японского центра аэрокосмических исследований (JAXA) по исследованию Меркурия. В рамках проекта запланирован запуск двух автоматических межпланетных станций Mercury Planetary Orbiter (MPO, ЕКА) и Mercury Magnetospheric Orbiter (MMO, JAXA). Запуск в 2018 году. Сотрудники ИКИ создавали и принимали участие в создании четырёх научных приборов:
  - Меркурианский гамма- и нейтронный спектрометр МГНС (КА MPO);
  - Ультрафиолетовый спектрометр PHEBUS (КА MPO);
  - Камера наблюдения в лучах натрия MSASI (КА MMO);
  - Панорамный энерго-масс-спектрометр положительно заряженных ионов ПИКАМ (КА MPO).
- Рентгеновская орбитальная обсерватория «Спектр-РГ» (совместный проект корпорации «Роскосмос» и Германского центра авиации и космонавтики DLR). Запуск в 2019 году.
- Автоматические межпланетные станции «Луна-25»—«Луна-27» (запуск в 2022-м году).
- Многоспутниковый проект «Резонанс» для изучения взаимодействий «волна-частица» во внутренней магнитосфере Земли.
- Автоматическая межпланетная станция «Венера-Д» для изучения Венеры с посадочного аппарата. Запуск после 2020 года.
- Проект «Интергелиозонд» для изучения Солнца с ближних расстояний (около 40 радиусов Солнца).

## Награды
Орден Ленина за успехи в исследовании космического пространства, осуществление работ по проекту «Венера — комета Галлея» и большой вклад в развитие международного сотрудничества в мирном освоении космоса (1986)

## Санкции
20 июля 2023 года, на фоне вторжения России на Украину, институт попал в блокирующий санкционный список США против предприятий, поддерживающих российский оборонный сектор.